# Granötjärnen, Västerbotten
Granötjärnen är en sjö i Skellefteå kommun i Västerbotten och ingår i Sävaråns huvudavrinningsområde. Sjön har en area på 0,0923 kvadratkilometer och ligger 247,2 meter över havet.

## Delavrinningsområde
Granötjärnen ingår i det delavrinningsområde (715705-170105) som SMHI kallar för Inloppet i Norsträsket. Medelhöjden är 249 meter över havet och ytan är 4,09 kvadratkilometer. Räknas de 5 avrinningsområdena uppströms in blir den ackumulerade arean 27,82 kvadratkilometer. Norsån som avvattnar avrinningsområdet har biflödesordning 2, vilket innebär att vattnet flödar genom totalt 2 vattendrag innan det når havet efter 92 kilometer. Avrinningsområdet består mestadels av skog (50 procent) och sankmarker (40 procent). Avrinningsområdet har 0,38 kvadratkilometer vattenytor vilket ger det en sjöprocent på 9,2 procent.